# Svetovno prvenstvo v hokeju na ledu 1949
Svetovno prvenstvo v hokeju na ledu 1949 je bilo šestnajsto Svetovno prvenstvo v hokeju na ledu. Potekalo je med 12. in 20. februarjem 1949 v Stockholmu, Švedska. Zlato medaljo je osvojila češkoslovaška reprezentanca, srebrno kanadska, bronasto pa ameriška, v konkurenci desetih reprezentanc.

## Dobitniki medalj
| Zlato | Srebro | Bron |
| ČeškoslovaškaBohumil Modrý Josef Jirka Josef Trousílek Přemysl Hainý Oldřich Němec Jiří Macelis František Vacovský Václav Rozňák Vladimír Zábrodský Stanislav Konopásek Vladimír Kobranov Vladimír Bouzek Augustin Bubník František Mizera Čeněk Pícha Zdeněk Marek Miloslav Charouzd | KanadaPicard Hillson Cagne Kewley Tergessen William Dimoch James Russell Thomas Russell Ray Bauer De Bastiani Donald Stanley Hachy Robert Mills Monroe | ZDARichard Bittner Arthur Crouse Paul Johnson Robert Johnson Kelly Gerard Kilmartin Bruce Mather John Riley William Thayer Alfred Van Norman Walker Alfred Yurkewicz |

## Tekme

### Prvi krog
Prvouvrščeni reprezentanci iz vsake od treh skupin so napredovale boj za 1. do 6. mesto.

#### Skupina A
| 12. februar 1949 | Kanada | 47:0 | Danska | Stockholm, Švedska |

| Poročilo tekme      | Poročilo tekme | Poročilo tekme | Poročilo tekme | Poročilo tekme |
| ------------------- | -------------- | -------------- | -------------- | -------------- |
| Začetek: ni podatka |                |                |                |                |

| 13. februar 1949 | Kanada | 7:0 | Avstrija | Stockholm, Švedska |

| Poročilo tekme      | Poročilo tekme | Poročilo tekme | Poročilo tekme | Poročilo tekme |
| ------------------- | -------------- | -------------- | -------------- | -------------- |
| Začetek: ni podatka |                |                |                |                |

| 14. februar 1949 | Avstrija | 25:1 | Danska | Stockholm, Švedska |

| Poročilo tekme      | Poročilo tekme | Poročilo tekme | Poročilo tekme | Poročilo tekme |
| ------------------- | -------------- | -------------- | -------------- | -------------- |
| Začetek: ni podatka |                |                |                |                |

##### Lestvica
OT-odigrane tekme, z-zmage, n-neodločeni izidi, P-porazi, DG-doseženo goli, PG-prejeti goli, GR-gol razlika, T-točke.
| # | Reprezentanca | OT | Z | N | P | DG | PG | GR  | T |
| - | ------------- | -- | - | - | - | -- | -- | --- | - |
| 1 | Kanada        | 2  | 2 | 0 | 0 | 54 | 0  | +54 | 4 |
| 2 | Avstrija      | 2  | 1 | 0 | 1 | 25 | 8  | +17 | 2 |
| 3 | Danska        | 2  | 0 | 0 | 2 | 1  | 72 | -71 | 0 |

#### Skupina B
| 12. februar 1949 | Norveška | 2:0 | Belgija | Stockholm, Švedska |

| Poročilo tekme      | Poročilo tekme | Poročilo tekme | Poročilo tekme | Poročilo tekme |
| ------------------- | -------------- | -------------- | -------------- | -------------- |
| Začetek: ni podatka |                |                |                |                |

| 12. februar 1949 | ZDA | 12:5 | Švica | Stockholm, Švedska |

| Poročilo tekme      | Poročilo tekme | Poročilo tekme | Poročilo tekme | Poročilo tekme |
| ------------------- | -------------- | -------------- | -------------- | -------------- |
| Začetek: ni podatka |                |                |                |                |

| 13. februar 1949 | Švica | 18:2 | Belgija | Stockholm, Švedska |

| Poročilo tekme      | Poročilo tekme | Poročilo tekme | Poročilo tekme | Poročilo tekme |
| ------------------- | -------------- | -------------- | -------------- | -------------- |
| Začetek: ni podatka |                |                |                |                |

| 13. februar 1949 | ZDA | 12:1 | Norveška | Stockholm, Švedska |

| Poročilo tekme      | Poročilo tekme | Poročilo tekme | Poročilo tekme | Poročilo tekme |
| ------------------- | -------------- | -------------- | -------------- | -------------- |
| Začetek: ni podatka |                |                |                |                |

| 14. februar 1949 | Švica | 12:1 | Norveška | Stockholm, Švedska |

| Poročilo tekme      | Poročilo tekme | Poročilo tekme | Poročilo tekme | Poročilo tekme |
| ------------------- | -------------- | -------------- | -------------- | -------------- |
| Začetek: ni podatka |                |                |                |                |

| 14. februar 1949 | ZDA | 12:0 | Belgija | Stockholm, Švedska |

| Poročilo tekme      | Poročilo tekme | Poročilo tekme | Poročilo tekme | Poročilo tekme |
| ------------------- | -------------- | -------------- | -------------- | -------------- |
| Začetek: ni podatka |                |                |                |                |

##### Lestvica
OT-odigrane tekme, z-zmage, n-neodločeni izidi, P-porazi, DG-doseženo goli, PG-prejeti goli, GR-gol razlika, T-točke.
| # | Reprezentanca | OT | Z | N | P | DG | PG | GR  | T |
| - | ------------- | -- | - | - | - | -- | -- | --- | - |
| 1 | ZDA           | 3  | 3 | 0 | 0 | 36 | 6  | +30 | 6 |
| 2 | Švica         | 3  | 2 | 0 | 1 | 30 | 15 | +15 | 4 |
| 3 | Norveška      | 3  | 1 | 0 | 2 | 4  | 19 | -15 | 2 |
| 4 | Belgija       | 3  | 0 | 0 | 3 | 2  | 32 | -30 | 0 |

#### Skupina C
| 12. februar 1949 | Švedska | 12:1 | Finska | Stockholm, Švedska |

| Poročilo tekme      | Poročilo tekme | Poročilo tekme | Poročilo tekme | Poročilo tekme |
| ------------------- | -------------- | -------------- | -------------- | -------------- |
| Začetek: ni podatka |                |                |                |                |

| 13. februar 1949 | Švedska | 4:2 | Češkoslovaška | Stockholm, Švedska |

| Poročilo tekme      | Poročilo tekme | Poročilo tekme | Poročilo tekme | Poročilo tekme |
| ------------------- | -------------- | -------------- | -------------- | -------------- |
| Začetek: ni podatka |                |                |                |                |

| 14. februar 1949 | Češkoslovaška | 19:2 | Finska | Stockholm, Švedska |

| Poročilo tekme      | Poročilo tekme | Poročilo tekme | Poročilo tekme | Poročilo tekme |
| ------------------- | -------------- | -------------- | -------------- | -------------- |
| Začetek: ni podatka |                |                |                |                |

##### Lestvica
OT-odigrane tekme, z-zmage, n-neodločeni izidi, P-porazi, DG-doseženo goli, PG-prejeti goli, GR-gol razlika, T-točke.
| # | Reprezentanca | OT | Z | N | P | DG | PG | GR  | T |
| - | ------------- | -- | - | - | - | -- | -- | --- | - |
| 1 | Švedska       | 2  | 2 | 0 | 0 | 16 | 3  | +13 | 4 |
| 2 | Češkoslovaška | 2  | 1 | 0 | 1 | 21 | 6  | +15 | 2 |
| 3 | Finska        | 2  | 0 | 0 | 2 | 3  | 31 | -28 | 0 |

### Boj za 7. do 10. mesto
| 17. februar 1949 | Belgija | 8:3 | Danska | Stockholm, Švedska |

| Poročilo tekme      | Poročilo tekme | Poročilo tekme | Poročilo tekme | Poročilo tekme |
| ------------------- | -------------- | -------------- | -------------- | -------------- |
| Začetek: ni podatka |                |                |                |                |

| 17. februar 1949 | Finska | 7:0 | Norveška | Stockholm, Švedska |

| Poročilo tekme      | Poročilo tekme | Poročilo tekme | Poročilo tekme | Poročilo tekme |
| ------------------- | -------------- | -------------- | -------------- | -------------- |
| Začetek: ni podatka |                |                |                |                |

| 18. februar 1949 | Finska | 17:2 | Belgija | Stockholm, Švedska |

| Poročilo tekme      | Poročilo tekme | Poročilo tekme | Poročilo tekme | Poročilo tekme |
| ------------------- | -------------- | -------------- | -------------- | -------------- |
| Začetek: ni podatka |                |                |                |                |

| 19. februar 1949 | Norveška | 14:1 | Belgija | Stockholm, Švedska |

| Poročilo tekme      | Poročilo tekme | Poročilo tekme | Poročilo tekme | Poročilo tekme |
| ------------------- | -------------- | -------------- | -------------- | -------------- |
| Začetek: ni podatka |                |                |                |                |

#### Lestvica
OT-odigrane tekme, z-zmage, n-neodločeni izidi, P-porazi, DG-doseženo goli, PG-prejeti goli, GR-gol razlika, T-točke.
| #  | Reprezentanca | OT   | Z    | N    | P    | DG   | PG   | GR   | T    |
| -- | ------------- | ---- | ---- | ---- | ---- | ---- | ---- | ---- | ---- |
| 7  | Finska        | 2    | 2    | 0    | 0    | 24   | 5    | +19  | 4    |
| 8  | Norveška      | 2    | 1    | 0    | 1    | 17   | 8    | +9   | 2    |
| 9  | Belgija       | 2    | 0    | 0    | 2    | 3    | 31   | -28  | 0    |
| 10 | Danska        | umik | umik | umik | umik | umik | umik | umik | umik |

### Boj za 1. do 6. mesto
| 15. februar 1949 | Kanada | 2:3 | Češkoslovaška | Stockholm, Švedska |

| Poročilo tekme      | Poročilo tekme | Poročilo tekme | Poročilo tekme | Poročilo tekme |
| ------------------- | -------------- | -------------- | -------------- | -------------- |
| Začetek: ni podatka |                |                |                |                |

| 15. februar 1949 | Švedska | 18:0 | Avstrija | Stockholm, Švedska |

| Poročilo tekme      | Poročilo tekme | Poročilo tekme | Poročilo tekme | Poročilo tekme |
| ------------------- | -------------- | -------------- | -------------- | -------------- |
| Začetek: ni podatka |                |                |                |                |

| 15. februar 1949 | ZDA | 4:5 | Švica | Stockholm, Švedska |

| Poročilo tekme      | Poročilo tekme | Poročilo tekme | Poročilo tekme | Poročilo tekme |
| ------------------- | -------------- | -------------- | -------------- | -------------- |
| Začetek: ni podatka |                |                |                |                |

| 16. februar 1949 | Češkoslovaška | 7:1 | Avstrija | Stockholm, Švedska |

| Poročilo tekme      | Poročilo tekme | Poročilo tekme | Poročilo tekme | Poročilo tekme |
| ------------------- | -------------- | -------------- | -------------- | -------------- |
| Začetek: ni podatka |                |                |                |                |

| 16. februar 1949 | Švedska | 2:2 | Kanada | Stockholm, Švedska |

| Poročilo tekme      | Poročilo tekme | Poročilo tekme | Poročilo tekme | Poročilo tekme |
| ------------------- | -------------- | -------------- | -------------- | -------------- |
| Začetek: ni podatka |                |                |                |                |

| 17. februar 1949 | Kanada | 7:2 | ZDA | Stockholm, Švedska |

| Poročilo tekme      | Poročilo tekme | Poročilo tekme | Poročilo tekme | Poročilo tekme |
| ------------------- | -------------- | -------------- | -------------- | -------------- |
| Začetek: ni podatka |                |                |                |                |

| 17. februar 1949 | Švedska | 3:1 | Švica | Stockholm, Švedska |

| Poročilo tekme      | Poročilo tekme | Poročilo tekme | Poročilo tekme | Poročilo tekme |
| ------------------- | -------------- | -------------- | -------------- | -------------- |
| Začetek: ni podatka |                |                |                |                |

| 18. februar 1949 | Češkoslovaška | 8:1 | Švedska | Stockholm, Švedska |

| Poročilo tekme      | Poročilo tekme | Poročilo tekme | Poročilo tekme | Poročilo tekme |
| ------------------- | -------------- | -------------- | -------------- | -------------- |
| Začetek: ni podatka |                |                |                |                |

| 18. februar 1949 | Kanada | 8:2 | Avstrija | Stockholm, Švedska |

| Poročilo tekme      | Poročilo tekme | Poročilo tekme | Poročilo tekme | Poročilo tekme |
| ------------------- | -------------- | -------------- | -------------- | -------------- |
| Začetek: ni podatka |                |                |                |                |

| 18. februar 1949 | Švedska | 3:6 | ZDA | Stockholm, Švedska |

| Poročilo tekme      | Poročilo tekme | Poročilo tekme | Poročilo tekme | Poročilo tekme |
| ------------------- | -------------- | -------------- | -------------- | -------------- |
| Začetek: ni podatka |                |                |                |                |

| 19. februar 1949 | Švica | 10:1 | Avstrija | Stockholm, Švedska |

| Poročilo tekme      | Poročilo tekme | Poročilo tekme | Poročilo tekme | Poročilo tekme |
| ------------------- | -------------- | -------------- | -------------- | -------------- |
| Začetek: ni podatka |                |                |                |                |

| 19. februar 1949 | ZDA | 2:0 | Češkoslovaška | Stockholm, Švedska |

| Poročilo tekme      | Poročilo tekme | Poročilo tekme | Poročilo tekme | Poročilo tekme |
| ------------------- | -------------- | -------------- | -------------- | -------------- |
| Začetek: ni podatka |                |                |                |                |

| 20. februar 1949 | ZDA | 9:1 | Avstrija | Stockholm, Švedska |

| Poročilo tekme      | Poročilo tekme | Poročilo tekme | Poročilo tekme | Poročilo tekme |
| ------------------- | -------------- | -------------- | -------------- | -------------- |
| Začetek: ni podatka |                |                |                |                |

| 20. februar 1949 | Švedska | 0:3 | Češkoslovaška | Stockholm, Švedska |

| Poročilo tekme      | Poročilo tekme | Poročilo tekme | Poročilo tekme | Poročilo tekme |
| ------------------- | -------------- | -------------- | -------------- | -------------- |
| Začetek: ni podatka |                |                |                |                |

| 20. februar 1949 | Kanada | 1:1 | Švica | Stockholm, Švedska |

| Poročilo tekme      | Poročilo tekme | Poročilo tekme | Poročilo tekme | Poročilo tekme |
| ------------------- | -------------- | -------------- | -------------- | -------------- |
| Začetek: ni podatka |                |                |                |                |

#### Lestvica
OT-odigrane tekme, z-zmage, n-neodločeni izidi, P-porazi, DG-doseženo goli, PG-prejeti goli, GR-gol razlika, T-točke.
| # | Reprezentanca | OT | Z | N | P | DG | PG | GR  | T |
| - | ------------- | -- | - | - | - | -- | -- | --- | - |
| 1 | Češkoslovaška | 5  | 4 | 0 | 1 | 21 | 6  | +15 | 8 |
| 2 | Kanada        | 5  | 2 | 2 | 1 | 20 | 10 | +10 | 6 |
| 3 | ZDA           | 5  | 3 | 0 | 2 | 23 | 16 | +7  | 6 |
| 4 | Švedska       | 5  | 2 | 1 | 2 | 26 | 12 | +14 | 5 |
| 5 | Švica         | 5  | 2 | 1 | 2 | 18 | 17 | +1  | 5 |
| 6 | Avstrija      | 5  | 0 | 0 | 5 | 5  | 52 | -47 | 0 |

## Končni vrstni red
1. Češkoslovaška
2. Kanada
3. ZDA
4. Švedska
5. Švica
6. Avstrija
7. Finska
8. Norveška
9. Belgija
10. Danska